# Lepidocolaptes albolineatus
A Lepidocolaptes albolineatus a madarak (Aves) osztályának verébalakúak (Passeriformes) rendjébe, valamint a fazekasmadár-félék (Furnariidae) családjába tartozó faj.

## Rendszerezése
A fajt Frédéric de Lafresnaye francia ornitológus írta le 1846-ban, a Dendrocolaptes nembe  Dendrocolaptes albolineatus néven.

## Alfajai
- Lepidocolaptes albolineatus albolineatus (Lafresnaye, 1846)[2]
- Lepidocolaptes albolineatus madeirae (Chapman, 1919)[2]
- Lepidocolaptes albolineatus duidae[2] Zimmer, 1934 vagy Lepidocolaptes duidae[1]
- Lepidocolaptes albolineatus fuscicapillus[2] (Pelzeln, 1868) vagy Lepidocolaptes fuscicapillus[1]
- Lepidocolaptes albolineatus layardi[2] (Sclater, 1873) vagy Lepidocolaptes layardi[1]

## Előfordulása
Dél-Amerika északi részén, Bolívia, Brazília, Kolumbia, Ecuador, Francia Guyana, Guyana, Peru, Suriname és Venezuela területén honos. 
Természetes élőhelyei a szubtrópusi vagy trópusi síkvidéki és hegyi esőerdők, mocsári erdők, valamint ültetvények és másodlagos erdők.

## Megjelenése
Testhossza 19 centiméter, testtömege 19-24 gramm.

## Természetvédelmi helyzete
Az elterjedési területe rendkívül nagy, egyedszáma ugyan csökken, de még nem éri el a kritikus szintet. A Természetvédelmi Világszövetség Vörös listáján nem fenyegetett fajként szerepel.